# نانودی (بازیکن فوتبال)
نانودی (انگلیسی: Nandi؛ زادهٔ ۹ اوت ۱۹۹۰) بازیکن فوتبال اهل اسپانیا است.
از باشگاه‌هایی که در آن بازی کرده‌است می‌توان به باشگاه فوتبال نومانسیا اشاره کرد.